# Hannah Barnes
Hannah Barnes née le 4 mai 1993 à Tunbridge Wells, est une coureuse cycliste britannique, professionnelle de 2008 à 2023. Elle est la sœur d'Alice Barnes.

## Biographie

### Débuts
Elle grandit à Bladon, puis déménage à Towcester. Ses parents Simon et Sue pratiquent le cyclisme à niveau amateur et plus particulièrement le VTT. Elle débute cette discipline dans l'équipe Milton Keynes, à l'âge de 10 ans en même temps que sa sœur Alice et son frère Henry. Plus tard, Hannah participe à sa première course mixte, en moins de douze ans, de niveau national et la gagne devant Jon Dibben. Elle pratique également l'athlétisme où elle a de bons résultats à l'école. À l'âge de treize ans, elle développe déjà beaucoup de puissance et gagne une course élite malgré un braquet limité. En 2007, elle rejoint l'équipe Palmer Park Velo à Reading. Elle connaît au même moment ses premières sélections nationales. Elle remporte notamment le titre de championne de Grande-Bretagne de l'omnium minimes. Dans les catégories cadettes et juniors, elle ajoute d'autres titres de championne nationale sur piste. Elle devient également championne de Grande-Bretagne du contre-la-montre juniors. Alors qu'elle n'est encore que juniors, elle remporte le championnats des courses en circuit britannique en catégorie élite en 2010 et 2011.
Elle participe aux Jeux du Commonwealth jeunes 2011 et y remporte l'épreuve du critérium, du contre-la-montre tout en finissant troisième de la course en ligne. En 2012, elle s'engage dans l'équipe professionnelle Ibis Cycles.
En novembre 2013, elle signe dans l'équipe américaine UnitedHealthcare. En 2015, elle gagne le critérium du Tour of the Gila au sprint.

### Championne de Grande-Bretagne (2016)
Elle gagne au sprint le championnat de Grande-Bretagne sur route devant sa sœur.
Lors de l'Open de Suède Vårgårda, un groupe de neuf coureuses avec les principales équipes représentées part à mi-course. Il est constitué de : Emilia Fahlin, Amy Pieters, Chantal Blaak, Lotta Lepistö, Maria Giulia Confalonieri, Hannah Barnes, Amanda Spratt , Julia Soek et Shara Gillow. Même si l'avance de cette échappée ne dépasse jamais deux minutes, la poursuite ne s'organisant pas, elle se dispute la victoire. Emilia Fahlin anticipe le sprint et s'impose seule. Derrière Hannah Barnes est sixième.

### 2017
Au Women's Tour, après le regroupement général à sept kilomètres de l'arrivée de la première étape, Hannah Barnes est battue au sprint par Amy Pieters,. Hannah Barnes est sixième du sprint massif sur la troisième étape puis cinquième de la quatrième étape. Au départ de la dernière étape, elle pointe à la cinquième place du classement général. Elle dispute tous les sprints intermédiaire puis finit deuxième du sprint final. Cela lui permet de remonter à la troisième place du classement général. Elle remporte également le classement de la meilleure Britannique. Elle est deuxième du classement par points derrière Christine Majerus pour seulement un point de retard,.
Aux championnats de Grande-Bretagne, Elinor Barker ouvre longtemps la route. Un groupe de chasse formé de Katie Archibald, Hannah Barnes et Elizabeth Deignan la reprend à deux kilomètres de l'arrivée. Cette dernière contre immédiatement et s'impose seule. Hannah Barnes est troisième.
Au Tour d'Italie, sur la troisième étape, Hannah Barnes s'impose au sprint devant Lotta Lepistö et Kirsten Wild. Elle se dit surprise car elle avait de mauvaises sensations durant l'étape,,. Elle est quatrième le lendemain lors d'un nouveau sprint. Lors du très difficile contre-la-montre de la cinquième étape, elle prend la neuvième place.
Aux championnats du monde du contre-la-montre par équipes, elle fait partie de l'équipe qui prend la quatrième place. Sur le contre-la-montre individuel, Hannah Barnes est neuvième. Sur la course en ligne, Hannah Barnes fait partie du premier groupe dangereux part à soixante-et-un kilomètres de la ligne. Elle est accompagnée d'Amy Pieters et de Rachel Neylan. Elles sont reprises à cinquante kilomètres de l'arrivée. À vingt-trois kilomètres de l'arrivée, Chantal Blaak contre avec Audrey Cordon-Ragot et Hannah Barnes. La montée de Salmon Hill permet une nouvelle fois aux favorites de revenir sur la tête de course, mais sans Pauline Ferrand-Prévot cette fois. Chantal Blaak part plus loin seule. Le peloton finit par reprendre le groupe avec Hannah Barnes dans les derniers hectomètres. Elle est quatorzième,,.

### 2018
À la Setmana Ciclista Valenciana, elle remporte la première étape au sprint,. Lors de la troisième étape, Marta Bastianelli s'empare de la tête du classement général grâce aux bonifications. Le lendemain, les favorites s'isolent dès le début de courses. Hannah Barnes remporte les deux premiers sprint intermédiaire et le sprint final. Elle s'assure ainsi la victoire finale.
Sur les championnats nationaux, Hannah Barnes remporte le titre en contre-la-montre devant sa sœur.  À la fin du mois d'octobre, au Tour du Guangxi, Hannah Barnes est deuxième du sprint massif, derrière Arlenis Sierra.

### 2019
Elle est troisième du championnat de Grande-Bretagne du contre-la-montre.

### 2020
Sur la sixième étape du Tour d'Italie, Hannah Barnes prend la deuxième place du sprint derrière Marianne Vos.
Lors de la course en ligne des championnats du monde, à quatre-vingt-trois kilomètres de l'arrivée, un groupe d'échappée se forme avec notamment les sœurs Barnes en son sein. Elles sont néanmoins lâchées dans les pentes du circuit.
À la Flèche wallonne, Hannah Barnes est dans le groupe qui sort peu avant le premier passage du mur de Huy. À son sommet, une partie du peloton revient sur le groupe. Sur Liège-Bastogne-Liège, un groupe de huit favorites avec Hannah Barnes sort peu avant la côte de la Vecquée. Elles ne sont jamais reprise et la Britannique prend la sixième place.

### 2021

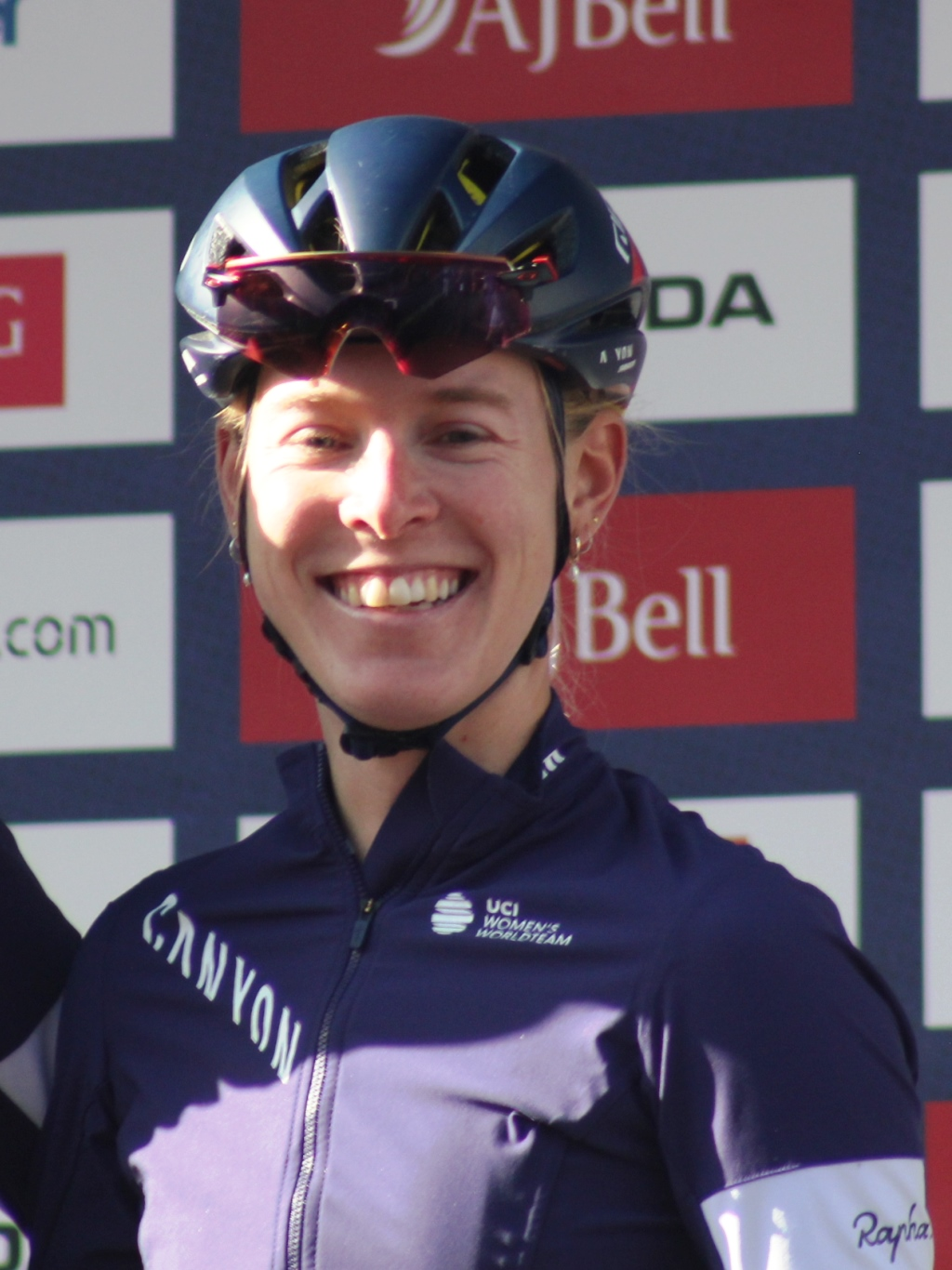
Au Women's Tour

Au Circuit Het Nieuwsblad, Hannah Barnes se classe cinquième.

### 2023
Elle met un terme à sa carrière à l'issue de la saison 2023, après deux années marquées par des blessures.

## Vie privée
Elle fut en couple avec le vainqueur du Tour d'Italie 2020 Tao Geoghegan Hart. Le couple vivait alors en Andorre comme de nombreux cyclistes. Elle partage ensuite la vie de Sam Bewley.

## Palmarès sur route

### Par années
- 2010
  -  Championne de Grande-Bretagne du critérium
- 2011
  -  Championne de Grande-Bretagne du critérium
  -  Championne de Grande-Bretagne du contre-la-montre juniors
  -  Médaillée d'or du contre-la-montre aux Jeux de la Jeunesse du Commonwealth
  -  Médaillée d'or du critérium aux Jeux de la Jeunesse du Commonwealth
  -  Médaillée d'or de la course en ligne par équipes aux Jeux de la Jeunesse du Commonwealth
  -  Médaillée d'or du contre-la-montre par équipes aux Jeux de la Jeunesse du Commonwealth
  -  Médaillée de bronze de la course en ligne aux Jeux de la Jeunesse du Commonwealth
- 2013
  -  Championne de Grande-Bretagne du critérium
- 2014
  - 1re étape du Tour de San Luis
- 2015
  - Grand Prix de San Luis
  - 1re et 2e étapes du Tour de San Luis
  - 4e étape du Tour of the Gila
  - 5e étape de The Women's Tour
- 2016
  -  Championne de Grande-Bretagne sur route
  -  Médaillée d'argent au championnat du monde du contre-la-montre par équipes
- 2017
  - 3e étape du Tour d'Italie
  - 2e du championnat de Grande-Bretagne du contre-la-montre
  - 3e de The Women's Tour
  - 3e du championnat de Grande-Bretagne sur route
  - 3e du contre-la-montre par équipes de l'Open de Suède Vårgårda
  - 9e du championnat du monde du contre-la-montre
- 2018
  -  Championne du monde du contre-la-montre par équipes
  -  Championne de Grande-Bretagne du contre-la-montre
  - Setmana Ciclista Valenciana :
    - Classement général
    - 1re et 4e étapes

  - 2e du Tour du Guangxi
  - 6e de Gand-Wevelgem
- 2019
  - 1re étape du Tour d'Italie (contre-la-montre par équipes)
  - 2e du contre-la-montre par équipes de l'Open de Suède Vårgårda
  - 3e du championnat de Grande-Bretagne du contre-la-montre
- 2020
  - 6e de Liège-Bastogne-Liège

### Résultats sur les grands tours

#### Tour d'Italie
4 participations
- 2014 : 109e
- 2017 : 24e
- 2018 : non partante (6e étape)
- 2020 : 40e

#### Tour de France
1 participation
- 2022 : 100e

### Classements mondiaux
| Année                                 | 2014 | 2015 | 2016 | 2017 | 2018 | 2019 | 2020 | 2021 |
| ------------------------------------- | ---- | ---- | ---- | ---- | ---- | ---- | ---- | ---- |
| Classement UCI                        | 104e | 54e  | 88e  | 28e  | 57e  | 187e | 48e  | 95e  |
| UCI World Tour                        |      |      | 47e  | 21e  | 40e  | 93e  | 32e  | 85e  |
|                                       |      |      |      |      |      |      |      |      |
| Légende : nc = non classéSource : UCI |      |      |      |      |      |      |      |      |

## Palmarès sur piste

### Championnats de Grande-Bretagne
- 2009
  - 2e de l'américaine (avec Corrine Hall)
- 2010
  -  Championne de Grande-Bretagne de l'américaine (avec Hannah Walker)
  - 2e de la poursuite individuelle
  - 3e de la vitesse individuelle
- 2011
  -  Championne de Grande-Bretagne du scratch juniors
  -  Championne de Grande-Bretagne de la course aux points juniors
  - 2e de la poursuite par équipes (avec Lucy Garner et Harriet Owen)
  - 2e de l'américaine (avec Hannah Walker)
  - 3e de la poursuite individuelle
- 2012
  - 3e de l'américaine (avec Eileen Roe)
  - 3e de la course aux points
  - 3e de la poursuite individuelle

## Palmarès en cyclo-cross
- 2010
  -  Championne de Grande-Bretagne de cyclo-cross juniors